# Brigid Kosgei
Brigid Jepchirchir Kosgei (Kapsowar, 20 de febrero de 1994) es una deportista keniana que compite en atletismo, especialista en la prueba de maratón.
Participó en los Juegos Olímpicos de Tokio 2020, obteniendo una medalla de plata en la maratón.
Obtuvo cinco victorias en los Grandes Maratones: Chicago (2018 y 2019), Londres (2019 y 2020) y Tokio (2022).
En octubre de 2019 estableció una nueva plusmarca mundial de la maratón (2:14:04) en la Maratón de Chicago.

## Palmarés internacional
| Juegos Olímpicos | Juegos Olímpicos | Juegos Olímpicos | Juegos Olímpicos |
| Año              | Lugar            | Medalla          | Prueba           |
| ---------------- | ---------------- | ---------------- | ---------------- |
| 2020             | Tokio (Japón)    | Medalla de plata | Maratón          |